# Ali Akbar Tabatabaei
Ali Akbar Tabatabaei (Hamadan, 4 settembre 1930 – Bethesda, 22 luglio 1980) è stato un funzionario iraniano, ucciso negli Stati Uniti dopo la rivoluzione islamica.

## Biografia
Akbar era un diplomatico iraniano che, esiliato dopo la rivoluzione islamica, divenne uno degli oppositori più in voga dell'Ayatollah Ruhollah Khomeini. Venne assassinato davanti alla porta di sua casa, a Bethesda, nel Maryland. 
L'assassino sparò diversi colpi all'addome di Tabatabaei verso le 11:50; i soccorsi lo portarono al Suburban Hospital, dove fu dichiarato morto circa 45 minuti dopo.
Edward Hegarty, agente dell'FBI a Baltimora, affermò "questo è stato ovviamente un assassinio scrupolosamente organizzato e realizzato."
Un altro funzionario dell'FBI dichiarò di considerare la sparatoria "un possibile atto di terrorismo" a causa della "professionalità, almeno apparente, dell'assassinio."
L'assassino, Dawud Salahuddin, ammise di essere stato incaricato e finanziato dal governo iraniano.